# Глечики малі
{{#ifeq:0|0|{{#if:|{{#if:Nupharpumila|[[]}}|}}}}
Глечики малі (Nuphar pumila) — вид трав'янистих рослин родини лататтєві (Nymphaeaceae), поширений ув озерах, ставках і повільних частинах рік Північної й Центральної Європи та Північної Азії. Етимологія: лат. pumila — «карликовий, дрібний».

## Опис
Багаторічна трав'яниста рослина 0.5–1 м завдовжки, водна з плавучим листям і товстим повзучим кореневищем 1–3 см у діаметрі. Черешки 20–50 см, запушені. Листові пластини від широко-яйцюватих до овальних, рідко еліптичні, 6–17 × 6–12 см, знизу від голих до густо запушених, зверху голі, основи серцеподібні. Квіти 1–4.5(6) см у діаметрі. Квітконіжки 40–50 см, запушені. Чашолистки жовті, довгасті до еліптичних, 1–2.5 см. Пелюстки від вузько клиноподібних до широко лінійних, 5–7 мм, верхівка виїмчаста. Пиляки жовті, 1–6 мм. Приймочки зіркоподібної форми, шириною 4–6 мм. Плоди 1–2 см у діаметрі, повні насіння, багатодольні, пляшкоподібні, довжиною 4–6 см капсули. Насіння коричневе, від довгастої до яйцюватої форми, 3–5 мм. 2n = 34. Період цвітіння з червня по вересень. Запилення відбувається за допомогою комах. Поширення плодів здійснюється водою.

## Поширення
Європа (Білорусь, Естонія, Латвія, Литва, Австрія, Чехія, Польща, Швейцарія, Данія, Фінляндія, Норвегія, Швеція, Сполучене Королівство, Франція, Іспанія); Азія (Китай, Японія, Корея, Монголія, Росія). Населяє озера, ставки, повільні частини річок у помірній і, частково, тепло-помірній зонах. Область на півдні Центральної Європи в основному охоплює території північних Альп (до 1700 м) і невисокі гори, ізольовано вид також є на Центральному масиві у Франції. Рослина вважається під загрозою у Франції, Швейцарії та Сполученому Королівстві.
«Офіційні переліки» вказують Nuphar pumila як невизначений вид. Унаслідок моніторингу в Поліському природному заповіднику виявлено новий вид флори України Nuphar pumila. Автори дослідження вважають малоймовірним, що вид Nuphar pumila поширився нещодавно з території сусідньої Білорусі (р. Уборть). Аналіз екотопів виду свідчить про його широку екологічну амплітуду. Зокрема, у річищі р. Уборті N. pumila зростає на ділянках із досить швидкою течією, піщаними донними відкладами та глибиною води до 0.5 м. У річищі р. Жолобниці цей вид поширений на ділянках зі слабкою течією, торф'янистими донними відкладами та глибиною води 0.7–0.9 м. Вважається доцільним включити N. pumila до нового видання Червоної книги України.

## Галерея

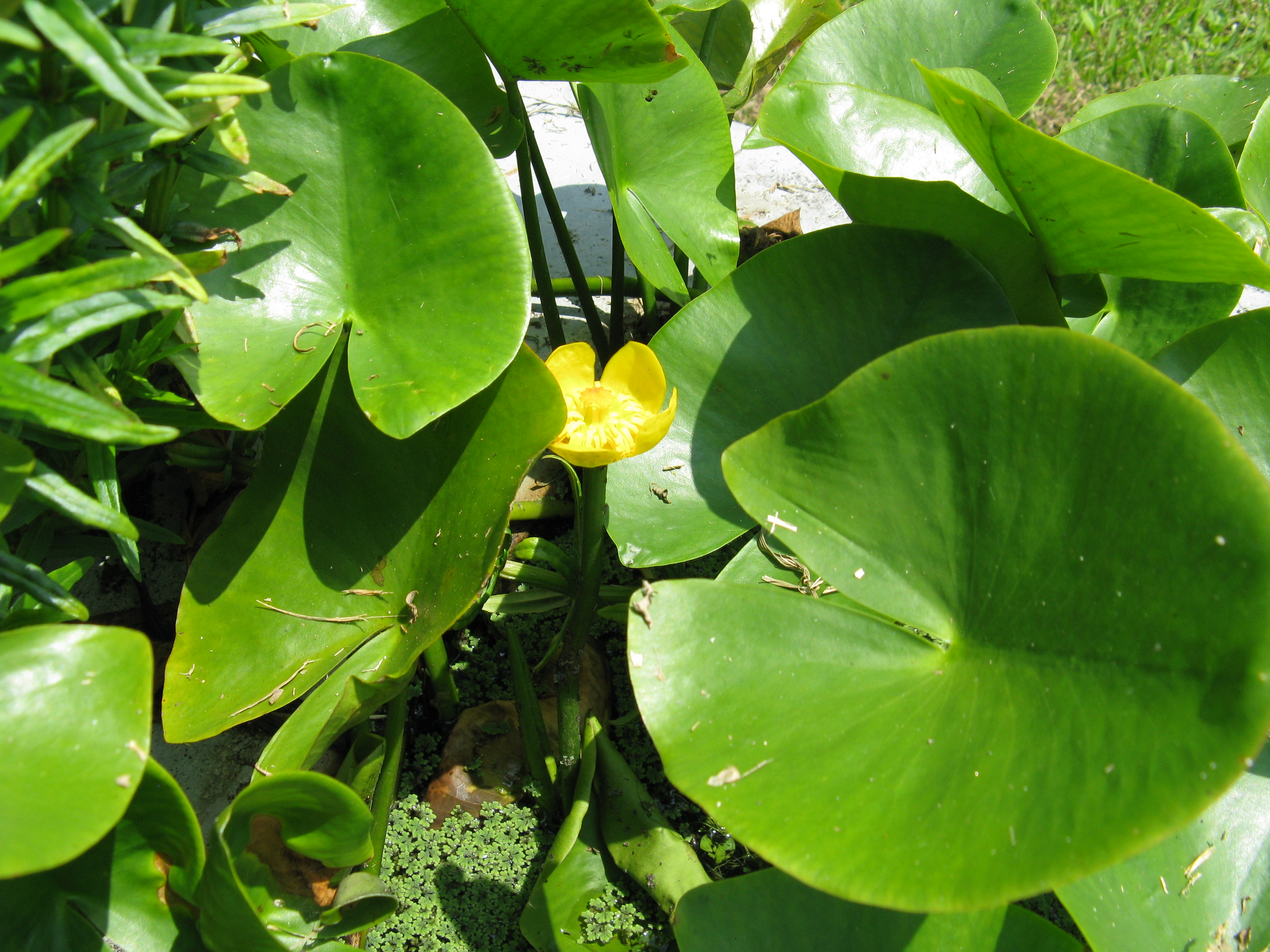
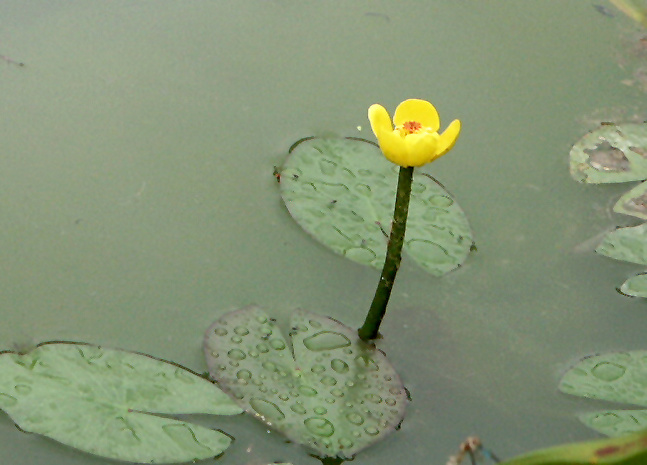